# محمد خاشقجی
محمد خاشقجی (۱۸۸۹–۱۹۷۸) پزشک مخصوص ملک عبدالعزیز، بنیان‌گذار پادشاهی سعودی بود.
خاشقجی ترکیه‌ای الاصل بود و برخی فرزندان و نوه‌های او مشهورند از جمله پسرش عدنان خاشقجی دلال اسلحه در ماجرای مک‌فارلین و نوه‌هایش جمال خاشقجی روزنامه‌نگار مقتول و دودی الفاید معشوق پرنسس دایانا.